# Ronan l'Accusateur
Ronan l'Accusateur (« Ronan the Accuser » en version originale) est un super-vilain évoluant dans l'univers Marvel de la maison d'édition Marvel Comics. Créé par le scénariste Stan Lee et le dessinateur Jack Kirby, le personnage de fiction apparaît pour la première fois dans le comic book Fantastic Four #65 en août 1967.
Ronan est l'« Accusateur suprême » de l'empire Kree, le gouvernement militariste de la race extraterrestre fictive du même nom. Il est généralement décrit comme un adversaire des équipes de super-héros telles que les Quatre Fantastiques, les Vengeurs et les Gardiens de la Galaxie.

## Biographie du personnage

### Origines
Aristocrate né sur la planète Hala, Ronan est l'Accusateur suprême de l'empire Kree, une race extraterrestre militariste.
Il découvre l'existence de la Terre quand une Sentinelle robotique Kree est détruite par l'équipe terrienne Les Quatre Fantastiques. Il se rend sur place pour y juger les super-héros mais est battu. Il décide plus tard d'envoyer sur cette planète le jeune capitaine Mar-Vell.
Lors de la guerre Kree-Skrull, on le revoit comploter pour renverser l'Intelligence suprême (en), car il pensait que l'empire Kree ne pouvait pas être dirigé par une entité non-humanoïde. À la fin de la Guerre, perdue par les Kree, il pense que l'humanité pourrait être aussi vainqueur dans un futur conflit potentiel et cherche à stopper puis à inverser l'évolution des Terriens. Il en est empêché par Mar-Vell, devenu un ami et allié des Vengeurs.
Quand la seconde guerre Kree-Skrull éclate, il combat le Surfer d'argent.

### Annihilation
Durant le crossover Annihilation (en), Ronan est accusé de trahison.
Il tente de laver son honneur et affronte sur son chemin Gamora, puis découvre qu'il a été piégé par une Maison noble Kree. Il défend la galaxie en s'alliant avec la Résistance menée par Nova (Richard Rider) pour sauver l'empire Kree. Il se découvre alors un allié inattendu en la personne du Super-Skrull, pourtant un ennemi héréditaire. À la fin du conflit, il tue par pitié l'Intelligence suprême (en), lobotomisée par les traîtres Kree. Il est ensuite choisi comme empereur par le peuple.
Dans le crossover suivant, Annihilation: Conquest (en), il est infecté par les Phalanx et forcé de servir la race techno-organique. Il est sauvé par les Gardiens de la Galaxie et Nova, qui luttent contre le despotique robot Ultron, instigateur de l'invasion.

### La guerre des rois
Ronan, à la tête de l'Empire Kree malgré lui, est approché par la famille Royale des Inhumains, alors à la recherche de Flèche Noire. Il accepte de les aider à condition de pouvoir épouser Crystal, la sœur de Médusa.
Le jour du mariage sur Hala, la cérémonie est interrompue par la Garde Impériale Shi'ar envoyée par Vulcain ; Ronan est sérieusement blessé dans l'affrontement. Il reste ensuite en compagnie des Inhumains, vainqueurs de la guerre.
Par la suite, il rejoignit les Annihilators (en), une équipe montée par Quasar.

## Pouvoirs, capacités et équipement
En tant que membre de la race Kree, Ronan possède une force, une vitesse, une endurance et des réflexes surhumains. C'est un soldat parfaitement entraîné et très bon stratège, à l'aise dans le commandement de troupes comme pour la gestion. Il fait partie des meilleurs combattants de l'empire Kree.
- Son armure cybernétique le protège du froid, de la chaleur et les radiations. Elle est très résistante aux chocs physiques et ne craint pas les lasers. Elle est aussi équipée d'un appareil de camouflage. De plus, l'énergie transférée dans son armure, en plus d'augmenter sa force et son endurance, lui permet de survivre dans l'espace.
- Il possède un marteau de guerre à deux mains, appelé l'« Arme Universelle » (« Universal Weapon » en VO). Cette arme lui permet de manipuler l'énergie cosmique. Il s'en sert notamment pour émettre de puissantes rafales destructrices, ré-arranger la matière, créer de puissants champs de force, ou encore voler dans les airs.
- En vol, il atteint une vitesse de plus de 300 km/h dans l'atmosphère d'une planète. Dans l'espace, sa vitesse est encore plus élevée.

## Apparitions dans d'autres médias
Sauf indication contraire, les informations mentionnées dans cette section peuvent être confirmées par la base de données cinématographiques IMDb,  présente dans la section « Liens externes ».

### Films

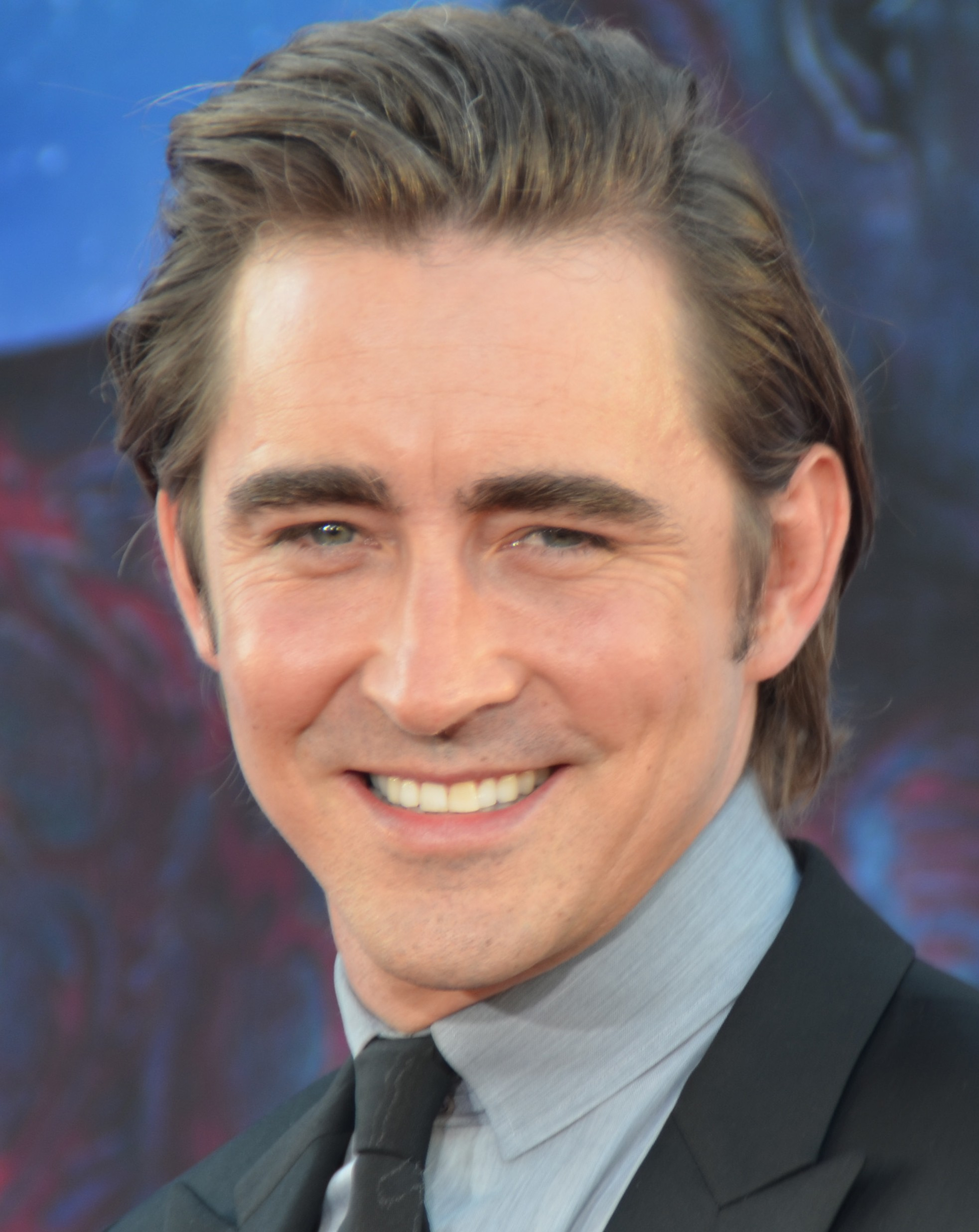
Lee Pace incarne Ronan l'Accusateur dans les films Les Gardiens de la Galaxie (2014) et Captain Marvel (2019).

Interprété par Lee Pace dans l'univers cinématographique Marvel
- 2014 : Les Gardiens de la Galaxie réalisé par James Gunn

Dans ce film, Ronan est présenté comme un Kree dissident, écœuré par le traité de paix signé entre son espèce et Xandar. Le film lui rajoute également une personnalité plus sombre. Dans les bandes dessinées, l'Accusateur est un juge, un jury et un bourreau sanctionnés officiellement. Ronan s'acquitte de sa tâche en tant que zélé. Il n'est pas un personnage héroïque, mais reste fidèle à l'empire Kree. Agissant sur ordre ou dans le cadre de ses attributions légales, et même en tant qu'allié occasionnel des héros si une alliance sert leurs intérêts communs. Dans les films, il est un terroriste génocidaire et un rebelle sauvagement brutal qui poursuit la guerre de l'Empire contre Xandar malgré le traité de paix qui les lie - bien qu'il soit sous-entendu que certaines autorités Kree l'approuvent de manière non officielle. Ultimate Ronan est plus proche de cette représentation du personnage, mais même dans Ultimate Marvel, Ronan était fidèle à Thanos (qui, dans la continuité, était son père). Ici, Ronan déteste évidemment le Titan Fou et tue son serviteur L'Autre quand celui-ci lui ordonnait de changer de ton devant son maître. Ronan veut détruire Xandar à tout prix et, pour cela, demande l'aide de Thanos. Celui-ci n'aidera Ronan qu'à une condition : trouver une Pierre d'infinité mauve (pierre du pouvoir). Plus tard, il détient la pierre et trahit Thanos en la gardant afin de détruire Xandar et ensuite de venir régler ses comptes avec le Titan Fou. À bord de son vaisseau, l'Astre Noir, Ronan se dirige vers Xandar. S'il touche le sol avec la Pierre, tout est perdu. Mais son plan est contrecarré par les Gardiens de la Galaxie (principalement grâce à une diversion de Star-Lord) qui parviennent à contrôler la Pierre, reprise à Ronan après le crash de son vaisseau, afin d'utiliser son énergie contre le Kree qui finit pulvérisé.
- 2019 : Captain Marvel réalisé par Ryan Fleck et Anna Boden
- 2021-2023 : What If...? (série télévisée d'animation). Dans la série What If... ? Une version de Ronan apparaît. Dans cet univers, Ronan trahit et tue Thanos longtemps avant d'attaquer Xandar. Il tuera également Gamora et laissera Nebula pour morte. Plus tard, Nebula rejoindra les Cohortes de Nova. Lors de l'attaque de Xandar, Nebula réactivera le bouclier de la planète, provoquant l'explosion de l'Astre Noir et tuant Ronan.

### Télévision
- 2006-2007 : Les Quatre Fantastiques (série d'animation)
- 2012 : Avengers : L'Équipe des super-héros (série d'animation)
- depuis 2015 : Les Gardiens de la Galaxie (série d'animation)